# Standbeeld koningin Wilhelmina (Apeldoorn)

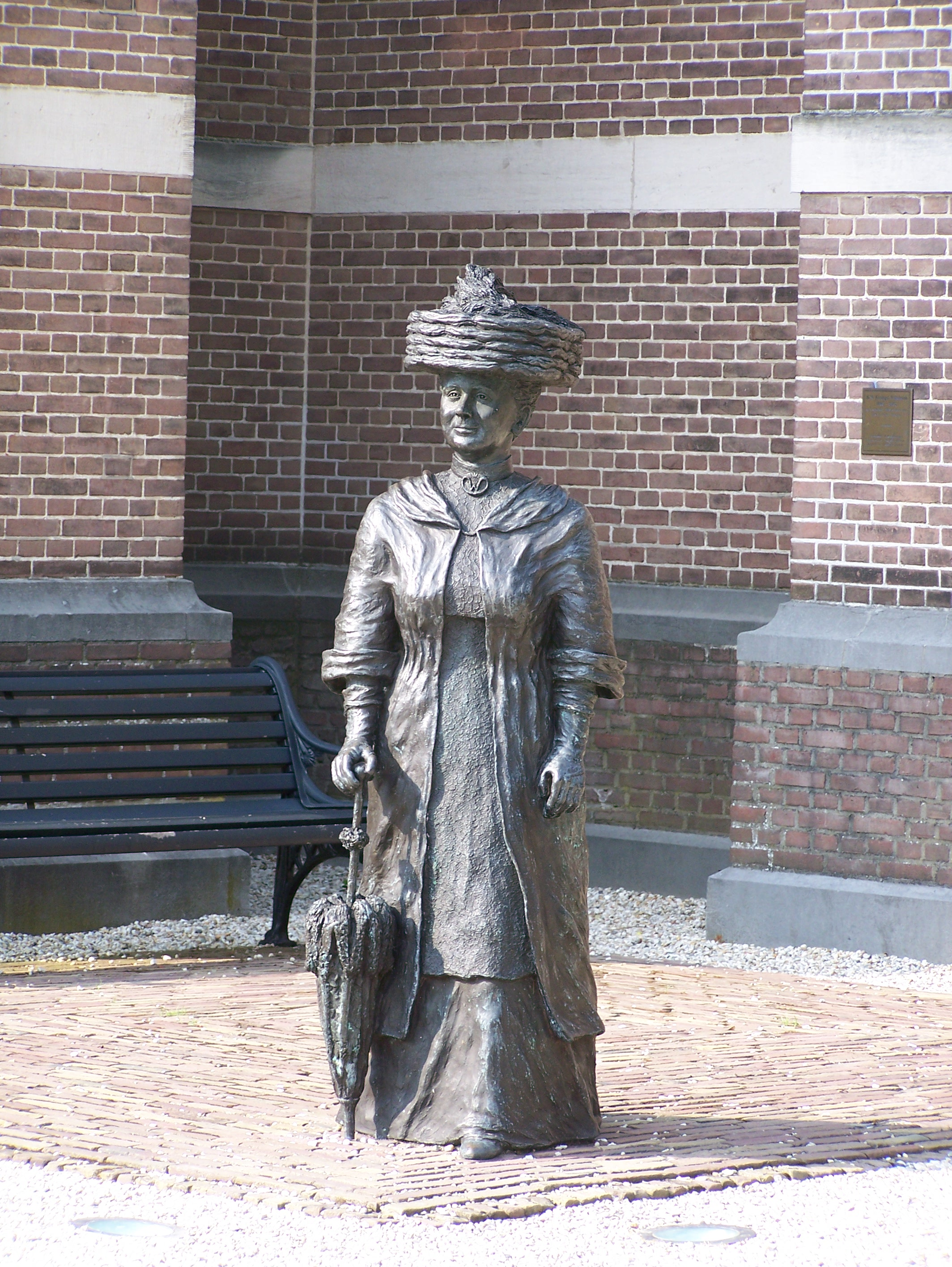
Standbeeld van koningin Wilhelmina

Het Standbeeld van koningin Wilhelmina staat voor de Grote of Koninginnekerk aan de Loolaan in Apeldoorn. Het bronzen beeld is 1.92 M hoog en werd vervaardigd door de kunstenares Greet Grottendieck, in opdracht van de Apeldoornse Rotary. Het beeld werd op 5 september 1998 onthuld door prinses Margriet.
Het beeld is bewust niet op een sokkel geplaatst, omdat de kunstenares haar werkstukken zet ik te midden van de mensen neer. De figuren die ik uitbeeld, kun je overal tegenkomen. De vorstin is wandelend - in de richting van Schouwburg Orpheus - afgebeeld terwijl zij een hoed op heeft en een parasol draagt. De kunstenares heeft bewust gekozen voor een jongere Wilhelmina, dan die Charlotte van Pallandt heeft uitgebeeld in haar beeldbepalende monument in Rotterdam. Het beeld staat nabij Paleis Het Loo, waar de vorstin haar laatste levensjaren doorbracht en waar zij in 1962 overleed.